# Idioma popoloca
Las lenguas popolocas o ngiwa constituyen una macrolengua habladas principalmente en Puebla y Oaxaca (México) que junto con el chocho, el ixcateco y el mazateco, forma la rama popolocana de la familia lingüística Otomangueana.
Las lenguas popolocas no deben confundirse con las lenguas llamadas popolucas habladas en Veracruz, que pertenecen a la familia mixe-zoque. Ambos términos, popoloca y popoluca, proceden del náhuatl y es un exónimo despectivo que significa "que habla incomprensiblemente"; de ahí el término pasó al español.

## Dialectos y variantes
Ethnologue distingue las siguientes variedades de popoloca, clasificándolas como lenguas diferentes:
- Popoloca de Coyotepec
- Popoloca de Mezontla
- Popoloca de Santa Inés Ahuatempan
- Popoloca de San Marcos Tlalcoyalco
- Popoloca de San Juan Atzingo
- Popoloca de San Felipe Otlaltepec
- Popoloca de San Luis Temalacayuca

Todas estas variedades tienen en conjunto cerca de 30 mil hablantes, todos ellos popolocas en ubicaciones del sur de Puebla cerca de Tehuacán.